# Pierre Alphonse Laurent
Pierre Alphonse Laurent (París, 18 de juliol de 1813 – 2 de setembre de 1854) va ser un matemàtic francès i Oficial Militar més conegut com el creador de la sèrie de Laurent, una expansió d'una funció a una sèrie de potències infinita, generalitzant l'expansió de sèrie de Taylor.
Va néixer a París, França. Pierre Laurent va entrar a l'École Polytechnique de París el 1830 se'n va graduar el 1832, sent un dels millors estudiants del seu any. Va entrar al cos d'enginyeria ocupant la segona plaça. Llavors va assistir a l'Escola d'Aplicació de Metz fins que va ser enviat a la guerra d'ocupació d'Algèria.
Laurent va retornar a França des d'Algèria al voltant de 1840 i va estar sis anys dirigint operacions per l'ampliació del port de Le Havre a la costa del Canal Anglès. Rouen havia estat el principal port francès fins que al segle xix els projectes de construccions hidràuliques en què va treballar Laurent van convertir el port de Le Havre en el principal port marítim del país. És clar que Laurent era un bon enginyer, posant en pràctica el seu profund coneixement teòric.
Va ser quan Laurent treballava en el projecte de construcció a Le Havre que va començar a escriure els seus primers articles matemàtics. Va entregar una primera memòria pel Gran Premi de l'Académie des Ciències de 1842, però no va ser considerada.
La seva aportació més notable va ser el desenvolupament en sèrie d'una funció complexa i el teorema que porta aparellat. El seu resultat formava part d'una memòria presentada pel Gran Premi del Académie des Ciències, aquest cop de 1843, però l'article no va se prou valorat, i mai no va ser publicat ni considerat pel premi. El seu treball no va ser publicat fins després de la seva mort.
El 1846 va ser traslladat a París, amb el grau de major, per formar part d'un comitè militar de fortificacions. Disgustat per la manca d'atenció sobre la seva obra, va començar a fer recerca sobre les ones de la llum. Va morir a  París el 1853, amb quaranta anys.